# Gary Rossington
Gary Robert Rossington (født 4. december 1951 i Jacksonville, Florida, død 5. marts 2023) var en amerikansk guitarist, der er medlem af southern rock-bandet Lynyrd Skynyrd. Han spillede lead- og rytmeguitar. Han var blandt de overlevende i det flystyrt i 1977, hvor bandets turné-fly styrtede ned. 
Som teenager startede Gary Rossington Lynyrd Skynyrd i 1964 sammen med vennerne Ronnie Van Zant, Allen Collins, Larry Junstrom og Bob Burns. Efter Billy Powells død i 2009 var han det eneste tilbageværende oprindelige medlem af bandet.
Han døde i 2023 i en alder af 71 år.